# Triplo aquecedor
Triplo Aquecedor (chinês tradicional: 三膲; chinês simplificado: 三焦; pinyin: san jiao) é um conceito da medicina tradicional chinesa (MTC) associado a um órgão funcional não descrito como tal fora de MTC (ver teoria dos órgãos Zang Fu).
“San Jiao” costuma ser traduzido como triplo aquecedor ou triplo queimador, por sua associação com os processos relacionados ao metabolismo.

## O Triplo Aquecedor enquanto órgão
Partindo do estudo do significado original da palavra chinesa 膲, que corresponde ao tecido abaixo da pele e entre os músculos, algumas teorias sugerem que este órgão conceitual poderia corresponder ao sistema linfático.
Na teoria da MTC, o Triplo Aquecedor é considerado um órgão Yang. O Meridiano do Pericardio representa o órgão Yin associado a ele.
Os órgãos Yang são tipicamente ocos, enquanto os órgãos Yin são considerados sólidos.
O Triplo Aquecedor, entretanto, é descrito como uma estrutura primeiramente energética, distinta dos demais órgãos considerados pela MTC por não ter corresponder a uma uníca estrutura física. Ao dissecar um corpo, não se encontra uma estrutura física que possa ser chamada Triplo Aquecedor.
O Triplo Aquecedor ocuparia três compartimentos no tronco do corpo humano:
- O compartimento superior, situado acima do diafragma - associado com a respiração.
- O compartimento médio, que vai do diafragma ao umbigo - associado com a digestão.
- O compartimento inferior, situado abaixo do umbigo - associado com o eliminação.

O Triplo Aquecedor é descrito como um mecanismo metabólico parecido com o de uma antiga roda d'água, que girada pelo movimento da água entrante gera energia para a realização de uma tarefa, tal como a moagem de grãos. Num processo similar o Tripo Aquecedor permite ao corpo metabolizar e digerir os alimentos.
Na MTC o Triplo Aquecedor é associado ao metabolismo do corpo em geral, próximo também às funções mais específicas atribuídas ao Baço (transformação e transporte do alimento) e aos Rins na teoria dos órgãos Zang Fu.
Segundo a Teoria dos cinco elementos o meridiano é relacionado ao elemento fogo.

## O Meridiano do Triplo Aquecedor
Como os demais órgãos citados na medicina tradicional chinesa, o Triplo Aquecedor corresponde a um meridiano específico (手少陽三焦經), que reflete a saúde energética deste órgão.
O Meridiano do Triplo Aquecedor se estende da unha do dedo anelar, seguindo para o centro da mão pelo lado exterior do braço, até a região atrás do ombro e acima da escápula, subindo pela nuca até atrás da orelha, circulando a orelha até um ponto ao lado do canto externo da sobrancelha.